# Arnaldo La Barbera
Arnaldo La Barbera (Lecce, 9 dicembre 1942 – Roma, 12 dicembre 2002) è stato un poliziotto, dirigente pubblico e prefetto italiano.

## Biografia
Dopo la laurea in giurisprudenza all'Università di Bari nel 1962 (laurea ottenuta in circa 1 anno e mezzo), lavora all'ufficio legale della Montedison. Iniziata la carriera in polizia nel 1972 come commissario di pubblica sicurezza, è capo della squadra mobile di Venezia dalla fine degli anni settanta, dove è impegnato anche in indagini antiterrorismo. In quel periodo (nel 1986 e nel 1987) risulta essere stato anche un collaboratore del SISDE, il servizio segreto civile, con il nome in codice "Rutilius". Quando fu capo della squadra mobile di Venezia tra la fine degli Anni Settanta e l'inizio degli anni ottanta, tra le varie attività criminose, erano frequenti i sequestri di persona (come quello di Marco Aurelio Pasti, possidente di Eraclea). Fu lui che coordinò le indagini per la cattura dello studente Roberto Succo, figlio di Nazario (poliziotto a Venezia) e di Marisa Lamon, entrambi assassinati nel 1981 a Mestre in via Terraglio 296, incarcerato nel manicomio criminale di Reggio Emilia, evaso, divenuto un serial killer psicopatico, latitante fra la Francia e la Svizzera poi catturato in Italia e suicida in carcere. 
Promosso capo della squadra mobile di Palermo nell'agosto del 1988, a seguito delle dimissioni del suo predecessore Antonino Nicchi. Qui mise a segno una serie di arresti di latitanti eccellenti, tra cui rimase celebre quello del pentito Totuccio Contorno, tornato clandestinamente in Sicilia. Il 23 maggio 1992, subito dopo la strage di Capaci, gli viene consegnata dal vice sovrintendente della polizia di Stato, Santo Catani, la borsa di Giovanni Falcone, una ventiquattrore in pelle, di cui successivamente non si avrà più notizia. Nel gennaio 1993 viene nominato dirigente generale di PS e trasferito alla Direzione centrale della polizia criminale, per tornare pochi mesi dopo a Palermo su incarico del capo della polizia Vincenzo Parisi per guidare il "gruppo d'indagine Falcone-Borsellino" della Polizia di Stato, creato appositamente per gestire le prime indagini sulle stragi di Capaci e di via D'Amelio del 1992, per poi essere nominato nel 1994 questore del capoluogo siciliano, coordinando in questa veste le indagini che portano all'arresto di pericolosi latitanti, come Giovanni Brusca e Pietro Aglieri. Nel 1993 ha convinto inoltre a collaborare il falso pentito Vincenzo Scarantino, che portò ai processi sulla strage di via d'Amelio, le cui risultanze furono però completamente smentite diciassette anni dopo da Gaspare Spatuzza nel processo Borsellino quater, nella cui sentenza di primo grado i giudici hanno scritto che:
(Sentenza sul processo Borsellino quater)
Resta a Palermo fino al febbraio del 1997, quando arriva la nomina a questore di Napoli. Il 14 ottobre del 1999 è diventato questore di Roma, dove resta fino al gennaio 2001. Da gennaio 2001, nominato prefetto dal Consiglio dei ministri, è a capo della Direzione centrale della polizia di prevenzione (l'ex Ucigos), da cui viene spostato il 3 agosto 2001 per un avviso di garanzia ricevuto dopo l'irruzione della polizia alla scuola Diaz durante il G8 di Genova, per andare alla vice direzione del CESIS, l'organo di coordinamento dei servizi d'intelligence. Durante il G8 di Genova decise l'assalto alla scuola Diaz insieme al questore di Genova Francesco Colucci, il capo del Servizio centrale operativo della Polizia Francesco Gratteri, e il dirigente dell'UCIGOS Giovanni Luperi. Morì per un tumore al cervello a 60 anni.

## Controversie
Il pentito Vito Galatolo, durante la sua testimonianza davanti ai giudici di Caltanissetta nel febbraio del 2019, ha affermato che Arnaldo La Barbera fosse un corrotto ed un uomo di fiducia del mandamento di Resuttana. Ha affermato inoltre di averlo visto in vicolo Pipitone, nell'edificio dove avvenivano riunioni tra mafiosi che comprendevano Totò Riina e Bernardo Provenzano, e dove sono stati visti entrare anche Bruno Contrada e Giovanni Aiello.
Nel 2014 l'ex boss di Altofonte Francesco Di Carlo, parlando al processo sulla trattativa Stato-mafia nell'aula bunker del carcere Ucciardone di Palermo, ha affermato che, mentre si trovava in un carcere inglese nel 1988, tre agenti dei servizi in trasferta fossero venuti a chiedere aiuto a Cosa nostra per bloccare le indagini di Giovanni Falcone: tra loro c'era anche Arnaldo La Barbera, allora capo della squadra mobile di Palermo.
Nel novembre del 2023 la procura di Caltanissetta mette sotto indagine la moglie, Angiola (residente a Verona) e la figlia Serena, (residente a Roma) di La Barbera con l‘accusa di ricettazione aggravata dal favoreggiamento alla mafia poiché, secondo le dichiarazioni fornite da un amico di famiglia agli inquirenti, sarebbero in possesso dell’agenda rossa  di Paolo Borsellino che era stata fatta sparire subito dopo la strage di via D’Amelio nella quale perse la vita il magistrato; tuttavia l’agenda non è stata ritrovata nel corso delle perquisizioni effettuate a casa di Angiola e Serena La Barbera, funzionario della presidenza del Consiglio che si occupa di sicurezza nazionale, e di altri parenti.
È stata sequestrata una agenda elettronica Casio "Digital Diary Sf 4300B" (modello risalente al 1994) trovata nella cantina della casa veronese.